# Star Wars: Dark Forces
Pour les articles homonymes, voir Dark Force.
Star Wars: Dark Forces est un jeu vidéo produit par LucasArts et se fondant sur l'univers de Star Wars. Il est sorti en 1995 pour MS-DOS et Mac OS, puis plus tard pour la console PlayStation et en 2023 sur Amiga.
Jeu de tir à la première personne majeur de l'histoire, il est le premier à être codé en 3D, en prenant en compte le fait de s'accroupir et de sauter,,,,.
Le jeu se déroule avant, pendant et après les événements de l'Épisode IV. Le joueur prend la place de Kyle Katarn, un mercenaire appelé par la Rébellion pour déjouer un projet de l'Empire : des super-combattants appelés les Dark Troopers. La première mission propose au joueur de voler les plans de l'étoile noire à l'Empire, ce qui permet la victoire de l'Alliance rebelle dans les films.
Le jeu connaît un grand succès et une suite est réalisée en 1997 : Jedi Knight: Dark Forces II. Jedi Knight est le premier jeu d'une série composée des suites et extensions Jedi Knight: Mysteries of the Sith (1998), Jedi Knight II: Jedi Outcast (2002) et Jedi Knight: Jedi Academy (2003).
Star Wars: Dark Forces fut le 11e jeu vidéo le plus vendu dans la période 1993-1999, avec 952 000 copies.[réf. nécessaire]
Un remaster du jeu a été annoncé par Nightdive Studios. Le jeu sera disponible sur Xbox One, Xbox Series X/S, Playstation 4, Playstation 5, Nintendo Switch et PC.

## Trame

### Scénario
Alors que l'Empire règne encore en maître sur la galaxie, un ancien officier décide de changer de camp. Kyle Katarn, passé des rangs impériaux à la clandestinité rebelle, accepte une mission aussi périlleuse que capitale : s’infiltrer sur une planète fortifiée pour subtiliser les plans d’une arme de destruction massive. Une station gigantesque, redoutée sous le nom d'Étoile Noire…
Cette opération audacieuse s'avère décisive. Grâce aux renseignements rapportés par Katarn, l’Alliance Rebelle réussit à porter un coup d’éclat en annihilant l’engin impérial. Mais cette victoire n’est que le début d’un nouveau cauchemar. Le général Mohc, esprit tordu et stratège de génie, lance ses troupes d'élite à l’assaut : les Dark Troopers, des cyborgs de guerre conçus pour terrasser toute résistance.

La survie de la Rébellion est de nouveau en jeu, et Katarn devra affronter l’ombre d’un Empire qui n’a pas dit son dernier mot… 

## Système de jeu
De nombreuses armes sont disponibles, du simple pistolet blaster au fusil à plasma. Le jeu contient de nombreuses énigmes à base d'interrupteurs, de codes d'accès, et de clés.
Ce qui fait aussi l'originalité du jeu, c'est la possibilité d'utiliser des accessoires. Il y a par exemple les lunettes infrarouges, qui permettent d'évoluer dans le noir sans être repéré. Il y a également les crampons, pour marcher sur la glace, et le masque à gaz pour évoluer dans des environnements pollués. Ces outils consomment de l'énergie, et ne peuvent pas être utilisés indéfiniment.

## Musiques
La musique de ce jeu vidéo sorti en 1995 est constituée de compositions originales de Clint Bajakian. Celles-ci font cependant référence à l'œuvre originale de John Williams. Ainsi, la musique du niveau Anoat City est vaguement basée sur le thème Jawa du film Un nouvel espoir ; celle pour le niveau ayant lieu à bord de l'Executor emprunte à la fois à La Bataille de l'Étoile de la Mort et à La Marche Impériale. Le dernier niveau, l'Arc Hammer, utilise quant à lui des motifs de La Bataille de l'Étoile de la Mort. En raison de la taille restreinte du disque, contenant le jeu ainsi que la démo de Full Throttle, certains des morceaux ont dû être ré-utilisés.
Deux nouveaux morceaux ont été composés spécialement pour ce jeu, le thème principal Dark Forces et celui de Kyle Katarn. Le premier est censé être le thème du Général Mohc, comme l'indique un autre arrangement du thème (intitulé Mohc: The Final Battle) disponible en ligne en MIDI. Le Thème de Kyle est lui utilisé principalement lors des cinématiques, et une version presque entière se fait entendre dans celle précédant le deuxième niveau, après le massacre. Trois pistes ayant été composées pour le jeu ne sont pas incluses, qui sont un thème de bataille pour la première rencontre avec un Dark Trooper, un thème pour Les Navires de Jabba (ne présentant apparemment aucun lien avec celui de Jabba le Hutt dans l'Épisode VI), et une musique pour la bataille finale avec le dernier boss dans le jeu, le Général Mohc dans un Dark Trooper en exosquelette phase 3.